# Mellösahjulet

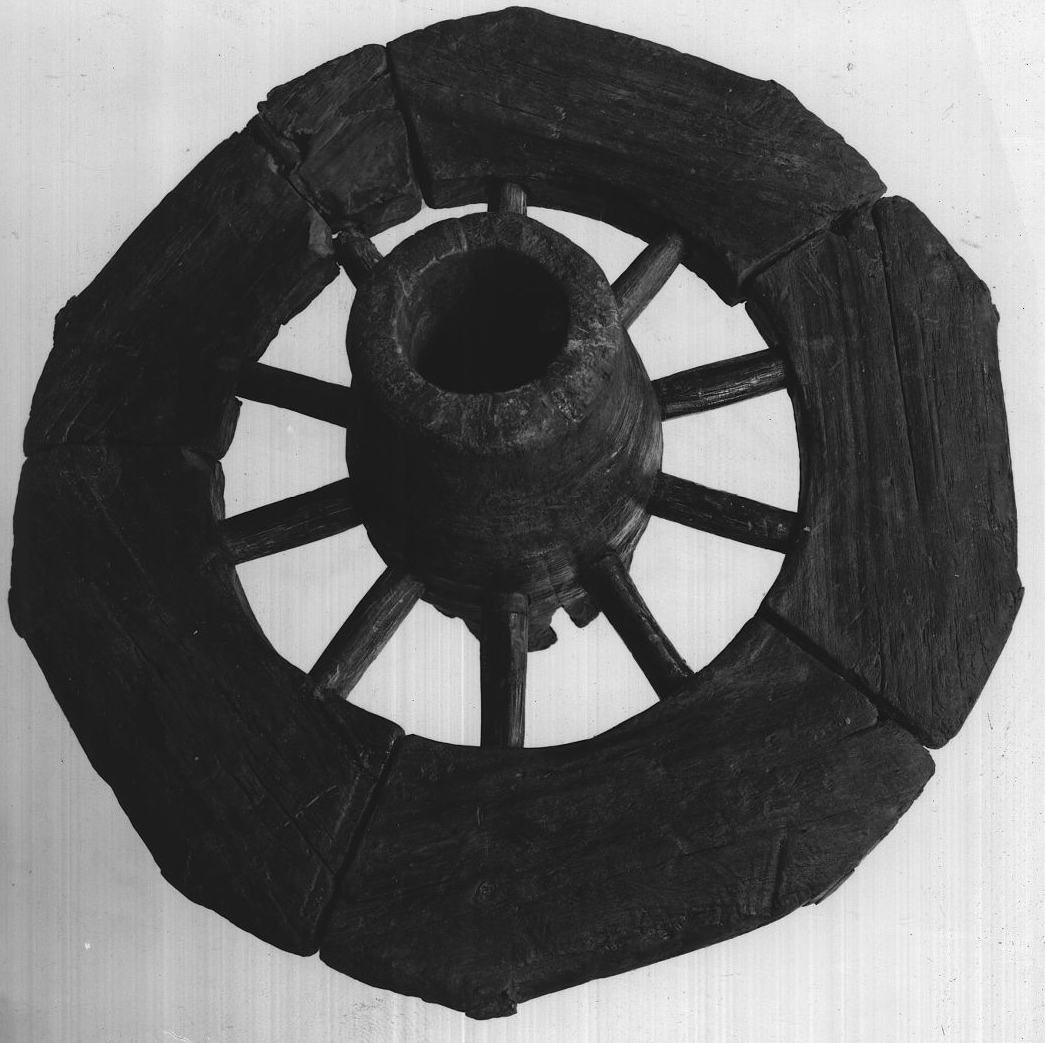
Mellösahjulet

Mellösahjulet är det hittills äldsta hjulet funnet i Sverige.
I september 1933 satte lantbrukaren Holger Landerby i Flenmo, Mellösa socken, Södermanland spaden i ett hjul när han höll på att gräva ett dike vid den nu igenvuxna sjön Filaren. På 85 cm djup låg hjulet som med hjälp av pollenanalys kunde dateras till någon gång mellan 400 och 600 e. Kr. Kring hjulet fanns det rikligt med humlefrömjöl, och därför antar man att hjulet lagts som sänke på humletågor som skulle rötas för att sedan användas till textilberedning.
Fyndet finns idag på Historiska museet i Stockholm. Där har man drivit ur vattnet med sprit och konserverat det. Hjulet är numera utställt i forntidsutställningen, i det som kallas Forntider 2. Det finns även en replik i Mellösa hembygdsgård.
Hjulet är 10-ekrat, har en diameter på 65 cm och ett 35,5 cm långt och nästan 20 cm brett nav. Navet är tillverkat i björk, ekrarna i ek och lötarna (hjulringen) i lönn.